# Radio 37
Radio 37 est une station de radio généraliste privée française diffusée en région parisienne du 5 septembre 1937 au 13 juin 1940.

## Histoire
Le 16 janvier 1936, le ministre des PTT, Georges Mandel, autorise le transfert de l'émetteur de Radio Béziers-Radio Midi en région parisienne à Rueil-Malmaison. Son propriétaire, Antoine Bonnefous, est sur le point de le revendre. Marcel Bleustein, le patron de Publicis qui dirige depuis un an la puissante Radio Cité, se montre intéressé par la petite station du midi, ainsi que le quotidien national Paris-Soir, dirigé par Jean Prouvost. En effet, les groupes de presse nationaux sont de plus en plus tentés par la création de stations de radio, à la suite du succès rencontré par le Poste Parisien créé par Le Petit Parisien ou la prise en charge de l'information par L’Intransigeant sur Radio Cité. Pourtant la loi interdit la création de toute nouvelle radio privée en France depuis mars 1928 et cette situation oblige les nouveaux entrants à racheter des licences existantes pour les développer et contrôler leur station. Les enchères montent entre les deux candidats au rachat et Antoine Bonnefous finit par être intéressé par une proposition faite par Paul Gémon au nom du groupe Paris-Soir, mais les accords signés font l'objet de contestations et de procès par Publicis. Finalement les deux groupes finissent par s'entendre pour prendre le contrôle du capital de Radio Midi qui arrête ses émissions le 26 juin 1936. Jean Prouvost créé la Compagnie moderne de radiodiffusion qui détient la station désormais muette, mais toujours autorisée, dont il veut faire une station commerciale rentable qui, pour cela, ne peut plus rester à Béziers et doit être transférée en région parisienne où le marché publicitaire est plus étendu. Prouvost obtient par un décret ministériel du 19 mai 1937 une autorisation spéciale d'émettre sa nouvelle radio privée depuis un émetteur de 2 kW situé à Rueil-Malmaison. 
Le 5 septembre 1937, Maurice Chevalier inaugure Radio 37 dont le studio se trouve au 35 rue François Ier à Paris. Dernière née des radios privées, Radio 37 doit se faire connaître de son public cible et organise une campagne de publicité sans précédent dans la presse écrite qui pousse les autres stations privées à utiliser également les journaux et les hebdomadaires pour leur communication. Radio 37 forge son image auprès de la jeunesse avec une programmation musicale résolument actuelle qui fait son succès auprès de ce public.
Le 20 mai 1940, alors que le pays subit l'invasion allemande, la station reçoit l'ordre de cesser la diffusion d'émissions artistiques et de ne diffuser que des bulletins d'information, des actualités et des émissions en langues étrangères. Radio 37 se tait le 13 juin 1940, date de l'entrée de la Wehrmacht dans Paris, et saborde ses installations techniques à Rueil-Malmaison. À la signature de l’armistice du 22 juin 1940, les émetteurs situés en zone occupée passent sous contrôle allemand.
À la Libération, l'émetteur de Rueil-Malmaison est réutilisé par les Américains pour diffuser leur station « American Forces Network » (AFN Paris) à partir du 13 octobre 1944. Les installations des anciens postes privés parisiens sont réquisitionnées par l'État le 20 novembre 1944. Le 28 décembre 1944, Le Poste Parisien, Radio-Cité, Le Poste de l’Ile-de-France, Radio 37 et Radio Normandie constituent le groupement professionnel de la radio privée pour défendre leurs droits, mais l'ordonnance du 23 mars 1945 révoque toutes les autorisations d'exploitations accordées avant-guerre aux radios privées et instaure un monopole d'État sur la radiodiffusion française qui empêche Radio 37 de retrouver son autorisation d'émettre. L'équipe de Radio 37, disloquée par la guerre, se disperse alors sur les postes nationaux et Radio-Luxembourg. L'émetteur de Rueil-Malmaison est cédé par les Américains à la Radiodiffusion française qui y lance Paris Inter le 1er janvier 1947. Quant à Jean Prouvost, il regoûtera à la radio en rentrant au capital de Radio-Luxembourg qu'il transformera en RTL en 1966.

## Organisation

### Dirigeants
Directeur :
- Jean Prouvost : 5 septembre 1937 - 13 juin 1940

Directeur des programmes :
- Fernand Pouey : 5 septembre 1937 - 13 juin 1940
- Roger Féral:    5 septembre 1937 - 13 juin 1940

Chef du service des reportages :
- Jean Antoine : 5 septembre 1937 - 13 juin 1940

### Capital
Radio 37 est exploitée par la Compagnie moderne de radiodiffusion qui appartient à Jean Prouvost. 

### Siège
Le siège social et les studios de Radio 37 sont installés au 35, rue François Ier dans le 8e arrondissement de Paris.

## Programmes
Radio 37 se distingue par une programmation destinée principalement aux jeunes avec des émissions de variété, des jeux et beaucoup de musique pour la jeunesse comme la musette, le jazz ou le fox. La plupart des émissions sont diffusées en studio et souvent à base de disques. La station s'assure aussi quelques contrats d'exclusivité avec des vedettes de la chanson comme Mistinguett qui anime une émission les soirs à 20 h 30. Le théâtre, très prisé des auditeurs, est également au programme et Radio 37 retransmet les concours du conservatoire et les pièces du Théatre de la Rose des Vents. Avec huit éditions par jour du journal parlé, l'information est un point fort de la station grâce au talent de journalistes issus essentiellement des journaux du groupe Prouvost, à commencer par Paris-Soir, et qui patronnent souvent des émissions, à l'exemple de Marie-Claire. Les reportages, grâce à plusieurs voitures d'enregistrement et un car de reportage, sont assurés par une équipe de reporters présents sur tous les stades, sur la route du Tour de France mais évidemment, aussi, partout où l'actualité l'exige et même à l'étranger.

### Émissions
- Le Bar des Vedettes : émission phare de la station, réalisée en public, et présentée chaque midi par Roger Féral, René Lefèvre et Albert Riera.
- Le Théâtre de la Rose des vents : retransmission des pièces jouées dans le Théatre de la Rose des Vents.
- Les Vedettes chez elles
- La Revue des Succès
- Les Voix disparues
- Le Grand Prix des Midinettes
- Le Cinéma vous Parle

### Animateurs et comédiens
- Lise Caldagues
- Claude Darget
- Roger Féral
- René Lefèvre
- Jean Lesage
- Mistinguett
- Fernand Namur
- Albert Préjean
- Albert Riera

### Journalistes
- Georges Altschuler
- Jean Aubin
- Maurice Baptissard
- Marc Bernard
- Biscot
- Pierre Brive
- Edmond Dehorter (Le Parleur Inconnu)
- Claire Derval
- Michel Ferry
- Charles Gombault
- Maurice Icart
- Jacques Klein
- Pierre Lamblin
- Félix Lévitan
- Francis Marat
- Alex Virot (1937-1938)

## Diffusion
Radio 37 est diffusée en ondes moyennes sur la longueur d'onde de 360,6 mètres (832 kHz) par un émetteur de 2 kW installé à Rueil-Malmaison.